# Jevgenij Babič
Jevgenij Babič (rusky : Евгений Макарович Бабич) (7. ledna 1921, Moskva – 11. července 1972, Moskva) byl sovětský reprezentační hokejový útočník. Je členem Ruské a sovětské hokejové síně slávy (členem od roku 1953).
S reprezentací Sovětského svazu získal jednu zlatou olympijskou medaili (1956). Dále je držitelem jednoho zlata (1954) a dvou stříber (1955 a 1957) z MS.
V roce 1972 spáchal sebevraždu oběšením.